# María Luz Guilarte Sánchez
María Luz Guilarte Sánchez   (Barcelona, 1971) és una política, politòloga i treballadora de banca catalana. Es va llicenciar en ciències polítiques i sociologia (especialista en ciències de l'Administració) per la Universitat de Granada i s'ha especialitzat en protocol d'Estat i internacional per la Universitat d'Oviedo i l'Escola Diplomàtica del Ministeri d'Assumptes Exteriors i Cooperació. Ha cursat estudis de banca, finances i empresa a l'Acadèmia de Gestió i Negocis de Hessen. Viu a Barcelona i ha estat directora associada d'educació executiva per a empreses en l'àmbit nacional en una escola de negocis a Barcelona. És membre de l'Il·lustre Col·legi Nacional de Doctors i Llicenciats en Ciències Polítiques i Sociologia.

## Trajectòria política
Militant de Ciutadans, el 17 de gener de 2018 va ser nomenada diputada al Parlament de Catalunya per la circumscripció de Barcelona en la dotzena legislatura de la Catalunya autonòmica, càrrec que va ocupar fins l'1 de juliol de 2019. Ha estat la presidenta del grup municipal de Ciutadans a Barcelona després de les eleccions municipals de 2019, a les quals va participar com a segona candidata de la llista Barcelona pel Canvi-Ciutadans.
Després del suport del número 1 de la coalició, l'exprimer ministre francès Manuel Valls (Barcelona pel Canvi) a la investidura d'Ada Colau, Ciutadans va decidir dissoldre la coalició i designar Luz Guilarte com a Presidenta del Grup Municipal de Cs a l'Ajuntament de Barcelona.
El juliol de 2019 és nomenada membre de l'Executiva Nacional de Ciutadans. Va concórrer també a les eleccions al Congrés dels Diputats de novembre de 2019 per Barcelona com a candidata número 32.
A l'octubre de 2022 Guilarte decideix abandonar la política, renunciant tant als seus càrrecs públics com orgànics a Cs, per reprendre la seva carrera professional a l'àmbit privat.